# سوزوکو هارا
سوزوکو هارا (انگلیسی: Suzuko Hara؛ زادهٔ ۲۷ آوریل ۲۰۰۵) بازیگر اهل ژاپن است. وی از سال ۲۰۱۰ میلادی تاکنون مشغول فعالیت بوده‌است.